# Tugu (Sayung)
Tugu is een bestuurslaag in het regentschap Demak van de provincie Midden-Java, Indonesië. Tugu telt 5289 inwoners (volkstelling 2010).